# مولوی عبدالکریم
مولوی عبدالکریم قاضی و سیاستمدار اهل افغانستان است. وی از تاریخ ۱۴ مارس ۲۰۲۲ به حیث معین سرپرست وزارت عدلیه مشغول به کار است.